# Rezerwat przyrody Kamień-Grzyb
Rezerwat przyrody Kamień-Grzyb – rezerwat przyrody nieożywionej we wsi Połom Duży w gminie Nowy Wiśnicz, powiecie bocheńskim, województwie małopolskim. Rok utworzenia: 1962, powierzchnia według aktu powołującego: 1,83 ha. Znajduje się na gruntach Skarbu Państwa w zarządzie Nadleśnictwa Brzesko (leśnictwo Żegocina).
Położony jest na północnym stoku wzgórza Bukowiec na wysokości 380 m n.p.m. w zagłębieniu terenu powstałym w wyniku erozji. Należy do obszaru Wiśnicko-Lipnickiego Parku Krajobrazowego. Rezerwat został utworzony dla zachowania fragmentu buczyny karpackiej oraz pomnika przyrody nieożywionej – skały z piaskowca istebniańskiego o kształcie grzyba, wysokości 7 m, obwodzie czapy 26 m i obwodzie trzonu 17 m. W rzeczywistości obiekt składa się z dwóch skał – druga to duży oderwany głaz, częściowo zagłębiony w podłożu
Kamień-Grzyb powstał z tzw. fliszu karpackiego – osadu żwiru, piasku i mułu na dnie morza, przynoszonego przez rzeki. Było to ponad 60 mln lat temu. Później prądy wodne przesunęły go kilkaset kilometrów na północ, a ruchy górotwórcze wypiętrzyły je tworząc Karpaty. Skałki Kamienia-Grzyba powstały w wyniku późniejszych ruchów osuwiskowych po zboczach gór (bloki piaskowców ślizgały się po plastycznych, znajdujących się pod nimi warstwach łupków). Przewężony u dołu kształt skały, przypominający grzyba powstał wskutek tego, że w dolnej jego części występowały bardziej podatne na wietrzenie piaskowce. Również występujące na powierzchni głazów niewielkie jamki, tzw. struktury arkadowe i struktury plastrowe, to miejsca, gdzie występowały łatwiej wietrzejące piaskowce. Piaskowiec istebniański, z którego zbudowane są głazy, zawiera w swoim składzie zlepieńce utworzone z otoczaków kwarcu i innych skał, oraz cienkie warstwy łupków.
Przy skale znajduje się duża, trójkątna płyta kamienna. Na płycie oraz czapie grzyba wyryto kilka łacińskich imion i dat. Są to prawdopodobnie imiona zakonników z dawnego klasztoru Ojców Karmelitów w Nowym Wiśniczu, które wyryli zapewne w czasie wycieczki terenowej.
W rezerwacie, w ramach projektu Małopolski Szlak Geoturystyczny umieszczono tablicę informacyjną, szczegółowo opisującą z geologicznego punktu widzenia budowę głazów i mechanizm ich powstania. Tablica została opracowana przez fachowców z Akademii Górniczo Hutniczej w Krakowie.
Pod okapem u południowej podstawy skałki znajduje się Schronisko pod Grzybem.
Na Kamieniu Grzybie uprawiany był bouldering. Jest 10 dróg wspinaczkowych (baldów) o trudności od 4+ do 7a+ w skali francuskiej, jednak wspinaczka jest zabroniona, gdyż skała znajduje się w rezerwacie przyrody

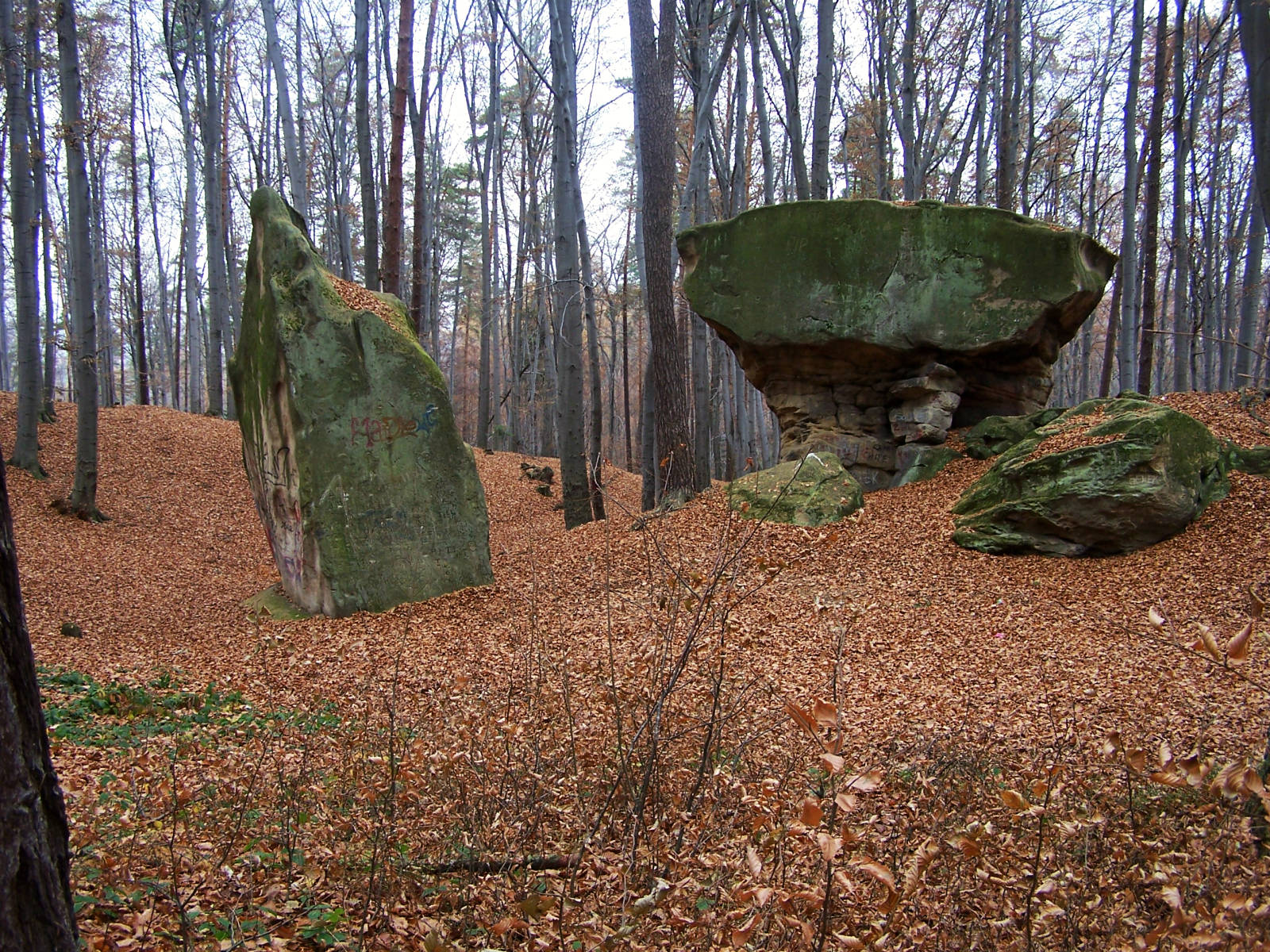
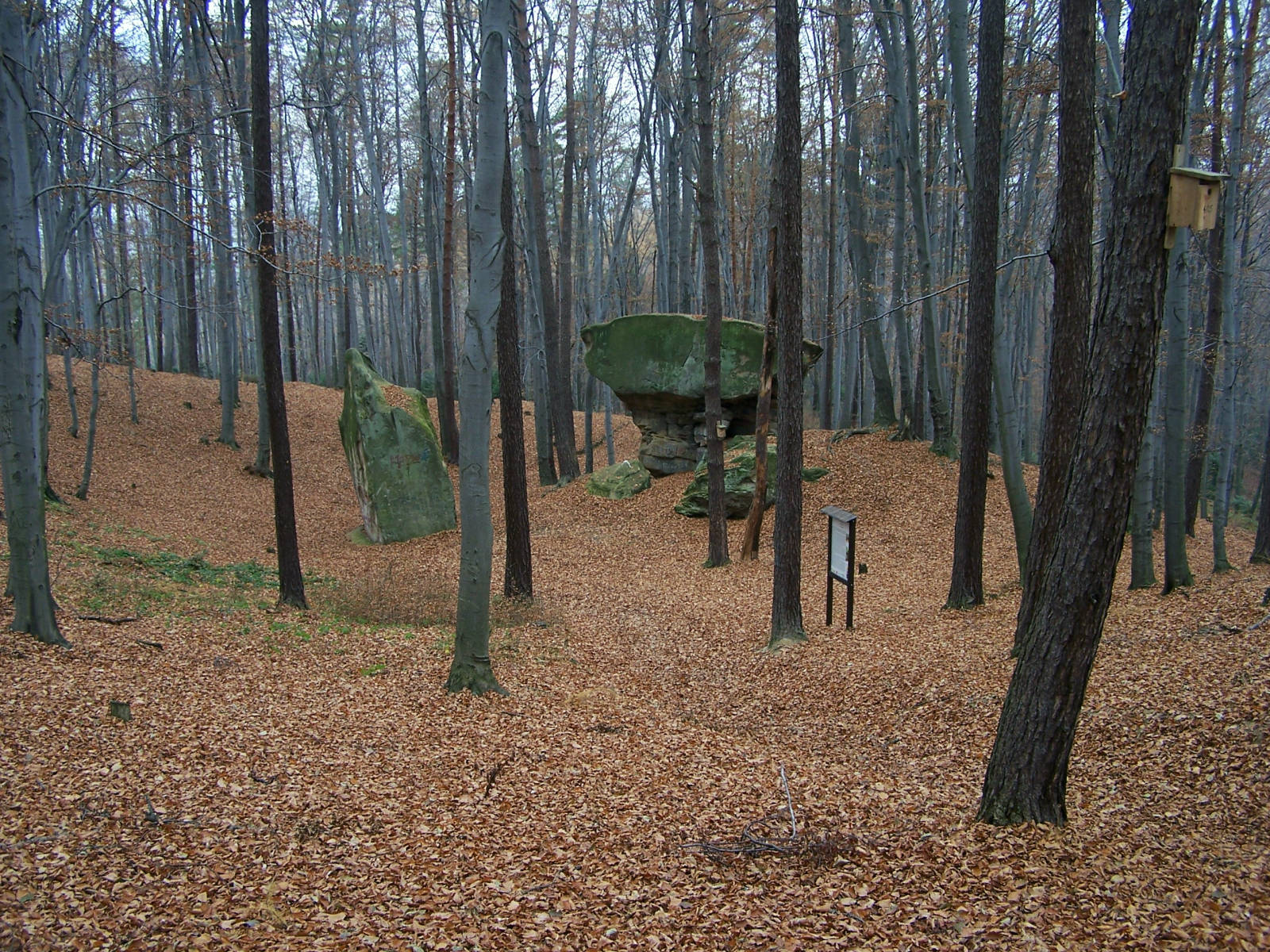
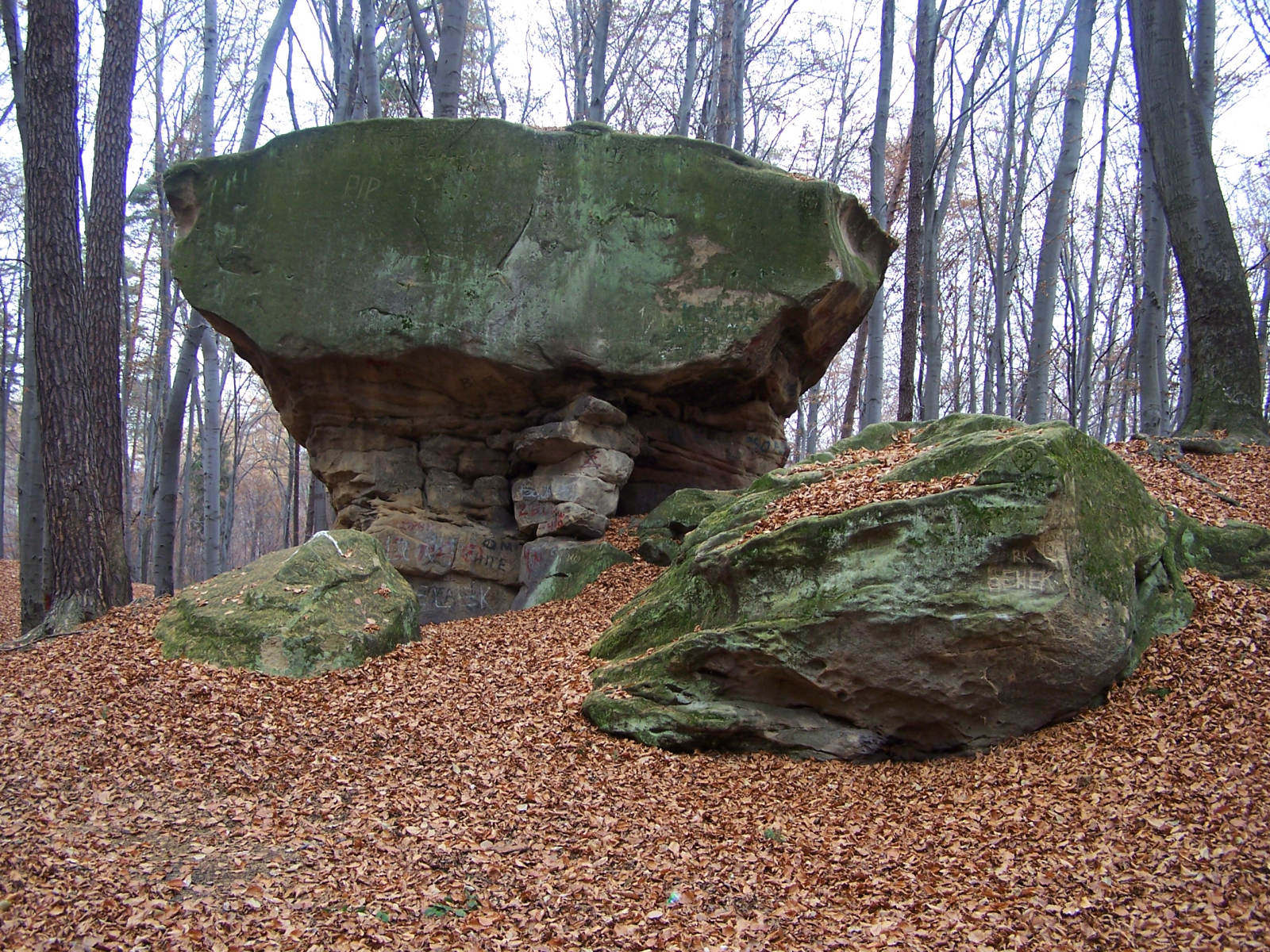

Szlaki turystyczne
 – Bochnia – Nowy Wiśnicz – rezerwat przyrody Kamień-Grzyb – Paprotna (obok Kamieni Brodzińskiego) – Rajbrot – Łopusze – Przełęcz Rozdziele – Widoma – góra Kamionna – Pasierbiecka Góra – Tymbark.